# Скажена (фільм, 2000)
Скажена (англ. Wilder) — канадський бойовик 2000 року.

## Сюжет
Детектив Делла Вайлдер і її напарник Гарлан Лі розслідуют вбивство жінки, яка була пацієнткою і коханкою доктора Сема Черні, який і стає підозрюваним. Але, виявляється що до схожих смертей має причетність велика фармацевтична компанія. Вайлдер разом з доктором Чарні йдуть у пошуках істини.

## У ролях
| Актор                | Роль                    |
| -------------------- | ----------------------- |
| Пем Грієр            | детектив Делла Вайлдер  |
| Рутгер Гауер         | доктор Сем Денніс Чарні |
| Романо Орцарі        | детектив Гарлан Лі      |
| Джон Данн-Гілл       | капітан Джеррі Крандалл |
| Юджин Кларк          | прокурор Марлоу Кінг    |
| Серж Уд              | Вокер Граймс            |
| Річард Робітейлл     | Рікі Гарвелл            |
| Симона-Еліза Джирард | Софі Горка              |
| Френк Скорпіон       | Гаррі Перл              |
| Саша Домінік         | Ліза Сірс               |
| Лінда Сміт           | Барбар Печкова          |
| Грег Крамер          | Дугалд Фердинанд        |
| Ноель Бертон         | офіційний представник   |
| Роберт Гігден        | службовець              |
| Андреа Седлер        | Леслі Голт              |